# Scorțaru Nou (gmina)
Scorțaru Nou – gmina w Rumunii, w okręgu Braiła. Obejmuje miejscowości Deșirați, Gurguieți, Nicolae Bălcescu, Pitulații Noi, Scorțaru Nou i Sihleanu. W 2011 roku liczyła 1261 mieszkańców. 